# Lobios
Lobios település Spanyolországban, Ourense tartományban. Lobios Entrimo, Lobeira, Muíños, Arcos de Valdevez, Ponte da Barca, Terras de Bouro és Montalegre községekkel határos. Lakosainak száma 1820 fő (2024).

## Népesség
A település népessége az elmúlt években az alábbi módon változott:
| Lakosok száma | 2658 | 2547 | 2321 | 2259 | 2175 | 2025 | 1795 | 1708 | 1703 | 1820 |
|               | 2001 | 2004 | 2007 | 2009 | 2012 | 2014 | 2017 | 2019 | 2022 | 2024 |